# Soto de la Vega
Soto de la Vega is een gemeente in de Spaanse provincie León in de regio Castilië en León met een oppervlakte van 23,58 km². Soto de la Vega telt 1.600 inwoners (1 januari 2016).